# Bathanthidium sibiricum
Bathanthidium sibiricum är en biart som först beskrevs av Eduard Friedrich Eversmann 1852.  Bathanthidium sibiricum ingår i släktet Bathanthidium och familjen buksamlarbin. Inga underarter finns listade i Catalogue of Life.